# Medhi Lacen
Medhi Gregory Giuseppe Lacen (arabisch مدحي لحسن, DMG Maḥdī Laḥsan; * 15. März 1984 in Paris) ist ein in Frankreich geborener algerischer ehemaliger Fußballspieler. 

## Karriere

### Verein
Medhi Lacen wurde in Frankreich geboren, sein Vater ist Algerier und seine Mutter stammt aus Italien. Er begann seine Karriere in der Jugend vom FC Versailles, danach spielte er für Stade Laval. Dort absolvierte er auch sein Debüt in der ersten Mannschaft im Jahr 2003. Jedoch wechselte er schon ein Jahr später zu ASOA Valence. Dort konnte er sich einen Stammplatz erkämpften, doch auch dort spielte er nur ein Jahr. 2005 folgte dann der Wechsel zu Deportivo Alavés. Er gab sein Debüt am 15. Oktober 2005 beim 1:1-Unentschieden gegen den FC Villarreal. Nach drei Jahren für die Basken wechselte er am 15. August 2008 zu Racing Santander, wo er einen Dreijahresvertrag unterschrieb. Anschließend spielte er sieben Spielzeiten für den FC Getafe. Die Saison 2018/19 verbrachte er dann beim FC Málaga und ist seitdem vereinslos.

### Nationalmannschaft
Da Lacens Vater Algerier ist, hatte er auch die Möglichkeit für die algerische Fußballnationalmannschaft zu spielen. 2006 wurde er von Trainer Jean-Michel Cavalli für das Freundschaftsspiel gegen Gabun nominiert, wo er jedoch nicht zum Einsatz kam.
Am 12. Dezember 2009 vermeldete der Präsident der algerischen Fußballverbandes, dass Lacen im Kader für die Fußball-Afrikameisterschaft 2010 in Angola stehen würde. Doch nur fünf Tage später gab der Cheftrainer Rabah Saâdane bekannt, dass Lacen wegen der Schwangerschaft seiner Frau nicht am Wettbewerb teilnehmen möchte.
Sein Länderspieldebüt gab er schließlich am 3. März 2010 bei einer 0:3-Niederlage in einem Freundschaftsspiel gegen Serbien.